# Orsonwelles graphicus
Orsonwelles graphicus är en spindelart som först beskrevs av Simon 1900.  Orsonwelles graphicus ingår i släktet Orsonwelles och familjen täckvävarspindlar. Inga underarter finns listade i Catalogue of Life.